# (36695) 2000 RB16
2000 RB16 (asteroide 36695) é um asteroide da cintura principal. Possui uma excentricidade de 0.17168790 e uma inclinação de 4.89723º.
Este asteroide foi descoberto no dia 1 de setembro de 2000 por LINEAR em Socorro.